# サントリーフラワーズ
サントリーフラワーズ株式会社（Suntoryflowers co.lmd.）は日本の園芸会社の一つ。2002年にサントリーの花部門が独立して設立された。資本金は1億円。
サントリー花部門時代の1989年にペチュニアの品種サフィニアのヒットで大きく業績を伸ばした。その後、ガーデニングブームに乗って、這い性の草花を独自のブランドで発表している。バーベナ、フロックス、ニーレンベルギア、フクシア、トレニア、ダリア、キンギョソウ、ヒデンス、ロベリアなどを取り扱っている。

## テレビ番組
- 日経スペシャル ガイアの夜明け やってみなはれ! 〜技術で乗り込め未知の市場〜（2003年10月28日、テレビ東京）[2]。